# Malthonica eleonorae
Malthonica eleonorae là một loài nhện trong họ Agelenidae.
Loài này thuộc chi Malthonica. Malthonica eleonorae được Paolo Marcello Brignoli miêu tả năm 1974.